# Мартынов, Иван Денисович
Иван Денисович Мартынов (14(26).08.1883, с. Матвеевка, Бузулукский уезд Оренбургской губернии — 1953, Москва) — советский государственный и партийный деятель.

## Биография
Из семьи крестьян-бедняков. В 1896 г. переехал с родителями в Оренбург, там окончил высшее начальное училище и 1903 г. — педагогические курсы. Работал сельским учителем.
Член РСДРП с 1910 г. С 1913 г. большевик, участвовал в работе партийной группы торговых служащих в качестве заместителя председателя профсоюза, а когда профсоюз в 1914 г. закрыли, — в кооперативе железнодорожных мастерских.
В 1917—1918 гг. — председатель Оренбургской продовольственной управы. Во время мятежа Дутова с декабря 1917 по январь 1918 г. в отряде П. А. Кобозева, занимался продовольственным обеспечением войск Красной Армии. После освобождения Оренбурга — член Военно-революционного комитета и губернский комиссар по продовольствию. Летом 1918 г., когда Красная Армия отступила из Оренбурга, возглавлял службу снабжения Актюбинского фронта. Затем вернулся на прежние должности.
В 1919 г. — комиссар по снабжению Туркестанской армии. В 1919—1920 гг. — заведующий Оренбургским губпродкомом, уполномоченный Наркомата продовольствия РСФСР по Оренбургской губернии, нарком продовольствия Киргизской (Казахской) АССР. В мае-июне 1920 г. — временно исполняющий обязанности 1-го секретаря Оренбургского губкома РКП(б).
С ноября 1920 по октябрь 1922 г. — председатель Саратовского губпродкома и член Саратовского губревкома, ответственный секретарь Саратовского губкома (февраль-декабрь 1921) и Тамбовского горкома РКП (б) (22 марта-29 октября 1922).
С ноября 1922 г. жил и работал в Ново-Николаевске. С 5 декабря 1922 г. — член президиума Новониколаевского губкома РКП (б). 7 декабря 1922 г. избран председателем Новониколаевского городского Совета рабочих, крестьянских и красноармейских депутатов, а 11 декабря 1922 г. — председателем Новониколаевского губисполкома. В этих должностях работал до 14 апреля 1924 г., затем выехал в Москву.
- апрель 1924 — апрель 1925 член Правления Центрального Союза потребительских обществ СССР.
- 1925—1927 председатель Курского губисполкома.
- июнь 1927—1929 заместитель председателя Совнаркома Узбекской ССР.
- 1929—1930 заведующий земельным отделом Западной области.
- 1930—1931 член коллегии Наркомата земледелия СССР.
- 1931—1933 слушатель Аграрного института Красной профессуры
- 1933 — март 1937 уполномоченный Центральной комиссии по определению урожайности при СНК СССР по Татарской АССР.
- 1937—1939 без работы
- 1939—1943 зам. председателя Новосибирского облисполкома.

С 1943 по 1953 г. — преподаватель кафедры политэкономии Московского авиационного института.
Умер в 1953 году в Москве после тяжёлой болезни. Похоронен на Новодевичьем кладбище (2 участок).
Делегат I съезда Советов СССР, X и XI съездов РКП(б). Член ВЦИК 7 созывов; член ЦИК СССР 4 созывов.
Его именем в 1954 г. названа улица в Оренбурге (бывшая 3-я Столярная).